# Riola (kommunhuvudort)
Riola är en kommunhuvudort i Spanien.   Den ligger i provinsen Província de València och regionen Valencia, i den östra delen av landet, 300 km öster om huvudstaden Madrid. Riola ligger 10 meter över havet och antalet invånare är 1 706.
Terrängen runt Riola är platt åt nordost, men åt sydväst är den kuperad. Runt Riola är det tätbefolkat, med 369 invånare per kvadratkilometer. Närmaste större samhälle är Sueca, 1,9 km öster om Riola. Trakten runt Riola består till största delen av jordbruksmark.